# بوکوبا
شهر بوکوبا مرکز استان کاگرا در کشور تانزانیا می‌باشد. این شهر در شمال غربی تانزانیا و در ساحل غربی دریاچه ویکتوریا واقع شده‌است و جمعیت آن چیزی در حدود ۱۰۰،۰۰۰نفر برآورد شده‌است.
شهر بوکوبا به لحاظ سیستم ترابری از طریق هوایی و دریایی و زمینی در جایگاه مناسبی قرار دارد. فرودگاه بوکوبا نقش عمده‌ای در حمل و نقل بار و مسافر به داخل و خارج از استان کاگرا و کشور تانزانیا بر عهده دارد.
رفت‌وآمد مکرر کشتی‌ها از طریق دریاچه ویکتوریا و به علاوه آن حمل و نقل زمینی بار و مسافر از طریق بوکوبا به شهرستان راکایی در کشور اوگاندا موقعیت ویژه‌ای به این شهر بخشیده‌است.
آب و هوای شهر بوکوبا معتدل است و در اکثر روزهای سال آفتابی می‌باشد. البته گاهی اوقات هم ممکن است که آب و هوای این شهر رو به خنک شدن بگذارد یا سرد باشد مخصوصا در بعد از ظهر روزهایی که جزء ماه‌های بارندگی در سال می‌باشد.
اراضی مرکز این شهر مسطح و جمع و جور می‌باشند. البته چونکه شهر بوکوبا از اطراف توسط یک سری تپه احاطه شده‌است این امر باعث شده تا این شهر شکلی کاسه مانند به خود بگیرد.
شهر بوکوبا یک سیستم اتوبوس رانی منظم و یک فرودگاه و بندر دارد که در سرویسهای منظم روزانه و هفتگی مسافران را به مقاصد مختلف از جمله موانزا منتقل می‌کنند.

## آب و هوای بوکوبا
| داده‌های اقلیم Bukoba    | داده‌های اقلیم Bukoba | داده‌های اقلیم Bukoba | داده‌های اقلیم Bukoba | داده‌های اقلیم Bukoba | داده‌های اقلیم Bukoba | داده‌های اقلیم Bukoba | داده‌های اقلیم Bukoba | داده‌های اقلیم Bukoba | داده‌های اقلیم Bukoba | داده‌های اقلیم Bukoba | داده‌های اقلیم Bukoba | داده‌های اقلیم Bukoba | داده‌های اقلیم Bukoba |
| ماه                     | ژانویه               | فوریه                | مارس                 | آوریل                | مه                   | ژوئن                 | ژوئیه                | اوت                  | سپتامبر              | اکتبر                | نوامبر               | دسامبر               | سال                  |
| ----------------------- | -------------------- | -------------------- | -------------------- | -------------------- | -------------------- | -------------------- | -------------------- | -------------------- | -------------------- | -------------------- | -------------------- | -------------------- | -------------------- |
| میانگین بیش‌ترین °C (°F) | ۲۷ (۸۰)              | ۲۷ (۸۰)              | ۲۶ (۷۹)              | ۲۶ (۷۸)              | ۲۶ (۷۸)              | ۲۶ (۷۸)              | ۲۶ (۷۸)              | ۲۶ (۷۸)              | ۲۶ (۷۹)              | ۲۵ (۷۷)              | ۲۶ (۷۹)              | ۲۴ (۷۶)              | ۲۵٫۹ (۷۸٫۳)          |
| میانگین کم‌ترین °C (°F)  | ۱۶ (۶۱)              | ۱۶ (۶۱)              | ۱۶ (۶۱)              | ۱۷ (۶۲)              | ۱۷ (۶۲)              | ۱۶ (۶۱)              | ۱۵ (۵۹)              | ۱۶ (۶۰)              | ۱۶ (۶۰)              | ۱۶ (۶۱)              | ۱۶ (۶۰)              | ۱۵ (۵۹)              | ۱۶ (۶۰٫۶)            |
| بارندگی میلی‌متر (اینچ)  | ۱۴۰ (۵٫۷)            | ۱۶۰ (۶٫۳)            | ۲۵۰ (۹٫۷)            | ۳۶۰ (۱۴٫۱)           | ۳۲۰ (۱۲٫۶)           | ۹۰ (۳٫۴)             | ۵۰ (۱٫۹)             | ۹۰ (۳٫۴)             | ۱۱۰ (۴٫۲)            | ۱۳۰ (۵٫۲)            | ۱۷۰ (۶٫۵)            | ۱۹۰ (۷٫۶)            | ۲٬۰۶۰ (۸۰٫۶)         |
| منبع: Weatherbase       |                      |                      |                      |                      |                      |                      |                      |                      |                      |                      |                      |                      |                      |